# Bestar
 (octobre 2018).
Bestar est un manufacturier de meubles et de mobilier prêts à assembler pour le secteur résidentiel et pour les bureaux. L’entreprise a été fondée en 1948 et possède son siège social à Lac-Mégantic, dans la MRC du Granit, dans la région de l’Estrie au Québec. L’entreprise compte 180 employés et vend principalement ses produits en ligne, à travers les États-Unis et le Canada.

## Historique

### Origines
Jean-Marie Tardif fonde Bestar en 1948 à Sainte-Martine-de-Courcelles (aujourd’hui Courcelles), au Québec, dans la MRC du Granit, dans la région de l’Estrie. En l'honneur de son premier grand client, Monsieur J. Besner, le fondateur J.-M. Tardif utilise leurs deux noms pour former le nom de la société. À ses débuts, l’entreprise se spécialise dans la fabrication artisanale de meubles, de tables de salon, de chaises berçantes et de bibliothèques en bois massif. 
En 1960, la manufacture déménage dans une nouvelle usine située quelques kilomètres plus loin à Saint-Sébastien. Bestar produit alors environ cent bibliothèques par jour. 
Bestar transfert son usine à Lac-Mégantic en 1967. Elle y implante son siège social en 1969, où elle se trouve toujours. Une trentaine d’employés travaillent alors au sein de l’entreprise. 
Dans les années 1970, les matériaux qui entrent dans la production des meubles évoluent. Les panneaux de particule, qui sont de meilleure qualité et de plus faible coût, se substituent au bois franc. Dans la première moitié des années 1980, l’usine prend de l’expansion. Elle augmente sa capacité de production en tirant parti de procédés automatisés et de la haute technologie. 

### Entrée en bourse et automatisation des procédés
En 1986, Bestar devient une société publique cotée à la bourse de Montréal. Elle se positionne désormais comme fabricant de meubles et de mobiliers pour la maison et la petite entreprise. 
Bestar obtient sa certification ISO 9001 en 1996. Elle vise de plus en plus le marché des meubles de bureau. 
En 1997, Bestar annonce qu’elle compte s’installer en France afin d’y approvisionner de grands détaillants nationaux. 
Au tournant des années 2000, l’usine prend encore de l’expansion et l’entreprise implante des systèmes d’information et un progiciel de gestion intégré pour améliorer ses processus et ses opérations. L’entreprise compte alors plus de 500 employés. 
L’entreprise connait des difficultés financières en 2006, alors que des problèmes d’approvisionnement, des diminutions de ventes chez un client important et le taux de change ont pour conséquences de faire chuter de 14% son chiffre d’affaires. 
Entre 2005 et 2009, l’entreprise investit environ 6 M$ dans son usine et son équipement. Elle modifie ensuite ses lignes de production en 2010, afin de rendre possible la production juste-à-temps de petits lots de meubles personnalisés. L’entreprise adopte des emballages 100% recyclables respectant la norme Furniture Package Performance Testing Method. 
De 2003 à 2009, Bestar (symbole: BES) est inscrite à la bourse de Toronto (TSX). En 2009, Bestar est radiée de la Bourse de Toronto (TSX) et s’inscrit à la Bourse des valeurs canadiennes (CNSX). 
L’entreprise connait une période difficile sur le plan financier en 2010 et obtient des concessions de ses employés.  
Bestar développe une nouvelle ligne de produits en 2011, en fabriquant des meubles de rangement et des lits escamotables. Lors du lancement, les produits sont principalement disponibles en ligne chez Costco. 

### Difficultés financières et rachat privé
Dès 2011, l’entreprise recherche une compagnie capable de reprendre le contrôle financier. Les résultats financiers de Bestar entre 2004 et 2014 sont négatifs et l’entreprise n’enregistre presque pas de profits. 
Au cours de l’année qui suit la tragédie ferroviaire de Lac-Mégantic (qui a eu lieu le 6 juillet 2013), Bestar fait preuve de résilience et continue sa production en s’adaptant à sa main d’œuvre. 
En 2014, l’usine occupe 300 000 pieds carrés et 140 employés y travaillent. Le Fonds de solidarité des travailleurs du Québec et Placements Paulin Tardif sont les principaux actionnaires de Bestar, qui est cotée à la Bourse des valeurs canadiennes. Amalco, un groupe d’investisseurs privés de Sherbrooke qui inclut le président du conseil d’administration de Bestar, Gilles Pansera, fait une offre d’achat de 2,7 M$ aux actionnaires de Bestar. Malgré un avis défavorable de la firme Price Waterhouse Coopers (PwC), qui juge que l’offre n’est pas équitable, Bestar devient une propriété d’Amalco (dont les actionnaires sont Mario Aubé, Mario Beaudoin ainsi que d'autres particuliers de Lac-Mégantic). 
Un réinvestissement dans Bestar se produit dès 2014, avec un plan d’une valeur de 2 M$. 

### Consolidation des actifs
En 2016, Bestar acquiert une part des actions de Plogg Média, fondée et dirigée par Philippe Marchesseault. Grâce à cette stratégie, l’entreprise compte renforcer son positionnement sur le web et augmenter ses ventes en lignes grâce au marketing numérique. 
En 2017, Bestar signe une transaction financière avec Novacap, laquelle a pour but de concrétiser la stratégie d’affaires de l’entreprise spécialisée dans les meubles et mobilier de bureau prêts à assembler. Novacap devient actionnaire majoritaire de l’entreprise. 

## Équipe
Bestar possède son siège social à Lac-Mégantic, dans la région de l’Estrie, au Québec. Mario Aubé est président-directeur général et président du conseil d’administration. Les administrateurs sont: Frédérick Perreault (président du conseil), Mario Aubé (président), Marc Paiement (administrateur), Marc-Antoine Lachance (administrateur), Mario Beaudoin (administrateur) et Marie-Claude Drouin (assistante secrétaire). 